# Rivista di filosofia
La Rivista di filosofia è pubblicata dalla casa editrice il Mulino di Bologna e diretta da Luca Fonnesu. Fanno parte del Comitato di direzione Andrea Cantini, Vincenzo Crupi, Antonella Del Prete, Simone Gozzano, Antonello La Vergata, Diego Marconi, Massimo Mori, Valeria Ottonelli, Gianfranco Pellegrino, Tommaso Piazza, Paola Rumore. Il Comitato scientifico internazionale è formato da Paolo Casini, Daniel Dennett, Pascal Engel, Volker Gerhardt, Eugenio Lecaldano, Jürgen Mittelstrass, Kevin Mulligan, Quentin Skinner, Günter Zoller. 
Sul primo fascicolo di ogni annata viene ospitata di norma la conferenza detta «Lettura Martinetti», affidata a studiosi autorevoli, in ricordo di uno dei padri illustri della rivista, Piero Martinetti.

## Storia
La «Rivista di filosofia» venne fondata nel 1909 come organo della Società filosofica italiana e in continuazione della «Rivista filosofica» già di Carlo Cantoni, neocriticista, e della «Rivista di filosofia e scienze affini» di Giovanni Marchesini, di orientamento positivista, entrambe cessate nel 1908 e per così dire confluite nella nuova rivista. Il primo editore fu A.F. Formiggini a Modena. Nel comitato di redazione figuravano Adolfo Faggi, Erminio Juvalta, Giovanni Vailati, Alessandro Levi, Giovanni Marchesini, Luigi Valli, Bernardino Varisco. La prima annata uscì in tre fascicoli bimestrali e due trimestrali.
Dal 1926 alla seconda guerra mondiale l'ispiratore principale, sebbene non ne fosse ufficialmente il direttore, fu Piero Martinetti. Vi collaboravano Cesare Goretti, Giulio Grasselli, Ennio Carando e soprattutto Gioele Solari, che vi introdusse i giovani neoilluministi Norberto Bobbio e Ludovico Geymonat. La direzione venne poi assunta nel 1952 da Nicola Abbagnano e Norberto Bobbio, nel 1985 da Pietro Rossi e nel 2006 da Massimo Mori. Dal 2024 il direttore è Luca Fonnesu.